# ふるさとおにぎり百選
ふるさとおにぎり百選（ふるさとおにぎりひゃくせん）とは、農林水産業と食に関する国民の理解向上、および農林水産物（農産物・林産物・水産物）の消費拡大を目的に開催している「農林水産祭」の第25回記念事業の一環として、特別展示「ふるさとおにぎりまつり」が実施された。
その際、1986年（昭和61年）に、当時の食糧庁（現・農林水産省総合食料局）と「ふるさとおにぎり百選審査委員会」が共同で、全国から応募のあったおにぎり・おむすび・混ぜご飯を選考し百選として発表したものである。百選とはいいながら、132点選定されている。
以下にその百選を列記する（おにぎり名-地域の順に列記。なお、自治体名は選定当時のもの）。

## 北海道
- 開拓おにぎり（美唄から浦臼に至る石狩川沿岸地域）
- バター焼きおにぎり（紋別郡オホーツク管内雄武町ほか）
- こんぶ巻きずし（様似郡様似町鵜苫地区）

## 東北
- 菊かおり（菊めし）（青森県三沢市一帯）
- こんぶ巻きずし（青森県東津軽郡三厩村 現・外ヶ浜町）
- ごまめし（青森県弘前市周辺）
- ふきおにぎり（岩手県下閉伊郡川井村 現・宮古市）
- 押し麦入りおこわおにぎり（岩手県下閉伊郡川井村 現・宮古市）
- ばくろうまんおにぎり（岩手県和賀郡沢内村 現・西和賀町）
- クルミ入り柿の葉おにぎり（宮城県伊具郡丸森町）
- しそわかめ入りおにぎり（宮城県気仙沼市）
- はらこ飯（宮城県亘理郡亘理町一円）
- だまっこもち（秋田県県内各地）
- 山菜の巻きずし（秋田県県内各地）
- 赤ずし（秋田県県内各地）
- たんぽもち（山形県東置賜郡高畠町二井宿地区）
- 笹巻（祝巻）（山形県県内一円）
- うこぎごはん（うこぎの切りあえ）（山形県置賜地方、村山地方）
- 五目笹巻（福島県会津地方全域）
- ほっきめし（福島県相馬市周辺）
- 山菜あじふかし（福島県田村郡三春町全域）

## 関東
- 焼き餅（茨城県県西部畑作地域）
- 里芋飯（茨城県県北部山間地域）
- 栗ごはん（茨城県県内全域）
- ばんだい餅（栃木県塩谷郡栗山村川俣地域 現・日光市）
- 五目めし（栃木県下都賀郡石橋町全域 現・下野市）
- ゆでもち（栃木県県北部）
- 秋葉講（火伏の神）まぜごはん（群馬県勢多郡富士見町小暮所皆戸 現・前橋市）
- きび赤飯（群馬県吾妻郡長野原町）
- めしやきもち（おやき）（群馬県安中市全域）
- かてめし（埼玉県比企郡、市はじめ県西部農村地域）
- 房総の太巻きずし（千葉県山武郡、長生郡を中心とした県内全域）
- 島ずし（東京都伊豆七島、八丈島）
- はんばごはん（東京都伊豆七島、大島）
- 御難おにぎり（神奈川県厚木市）
- 鶏めしおにぎり（神奈川県平塚市の水田地域）
- さくらおにぎり（神奈川県秦野市）

## 甲信越
- ちまき（新潟県岩船郡山北町地域 現・村上市）
- けんさ焼き（新潟県西蒲原郡味方村、潟東村 現・新潟市西蒲区）
- 笹ずし（わらじずし）（新潟県上越地方）
- 百万遍（山梨県東八代郡中道町中畑 現・甲府市）
- 人参めし（山梨県西八代郡三珠町大塚 現・市川三郷町）
- やわいもごはん（山梨県中巨摩郡竜王町 現・甲斐市）
- すがり（地蜂の子）ご飯（長野県諏訪地域・伊那地域全域）
- 謙信ずし（笹ずし）（長野県飯山市）
- 五平もち（長野県南信州地域、木曽地域）

## 中部
- 朴葉めし（富山県県内山間地全域）
- さばの笹ずし（富山県県内全域）
- 押しずし（石川県金沢市ほか）
- 笹花ずし（石川県能登地域）
- 柿の葉ずし（石川県加賀市およびその周辺）
- ほうば飯（福井県県内全域）
- 鯖のなれずし（福井県若狭地方）
- 鱒ずし（福井県高志、坂井、奥越）
- 五平餅（岐阜県中津川市・恵那市・恵那郡）
- 朴葉ずし（岐阜県東濃地域）
- 菜めし（静岡県御殿場市、小山町周辺）
- ぼくめし（静岡県湖西市周辺）
- 桜えびごはん（静岡県庵原郡由比町 現・静岡市清水区）
- 奥三河の五平餅（愛知県奥三河（新城市、南設楽郡、北設楽郡）地方）
- 合戦むすび（愛知県新城市、南設楽郡）
- お精霊めし（さくらめし、たまりめし）（愛知県新城市、南設楽郡）
- めはりずし（三重県東紀州地域）
- 紀州の祝いずし（三重県東紀州地域）
- てこねずし（三重県伊勢志摩地域）

## 近畿
- 鱒のはやずし（滋賀県湖北地方の湖周辺地域）
- 宇川ずし（滋賀県甲賀郡水口町宇川地区 現・甲賀市）
- 筍寿し（京都府向日市、長岡京市ほか）
- ふき俵（京都府相楽郡南山城村田山地域）
- 苗めし（京都府中郡、竹野郡周辺）
- 押しずし（大阪府泉南地方）
- 鯛めし（大阪府泉南郡岬町深日地域）
- ひなずし（大阪府南河内郡千早赤阪村）
- 黒まめごはんおにぎり（兵庫県氷上郡、多紀郡地域 現・丹波市、丹波篠山市）
- こけらずし（兵庫県淡路島全域）
- 梅ごはん（兵庫県揖保郡御津町 現・たつの市）
- めはりずし（奈良県吉野郡十津川村、大塔村 後者は現・五條市）
- なれずし（奈良県吉野郡十津川村）
- 柿の葉寿司（奈良県吉野郡吉野町、下市町、上北山村、五條市）
- めはりずし（和歌山県新宮市を中心とする南紀地方）
- サイラの鉄砲ずし（和歌山県田辺市を中心とする南紀地方）
- なれずし（和歌山県有田郡湯浅町、広川町、御坊市周辺）

## 中国
- 大山おこわ（鳥取県西伯郡大山町）
- がにめし（鳥取県西伯郡中山町 現・大山町）
- い貝めし（鳥取県東伯郡東伯町夏泊 現・琴浦町）
- 箱ずし（島根県石見地方）
- ゆずのきりたんぽ（島根県美濃郡美都町 現・益田市）
- しげさおこわ（島根県隠岐島後地方）
- ままかりずし（岡山県県南部地方）
- 備前のばらずし（岡山県備前地方（岡山、東備地方））
- 蒜山おこわ（岡山県蒜山地方を中心とした県下全域）
- コウタケのむすび（広島県山県郡大朝町地域 現・北広島町）
- 磯がきずし（広島県安芸郡倉橋町ほか 現・呉市）
- 松茸ごはん（広島県賀茂郡大和町 現・三原市）
- わかめむすび（山口県日本海側）
- お茶の葉おにぎり（山口県新南陽市和田地区 現・周南市）
- 岩国ずし（山口県岩国市近郊）

## 四国
- わかめおにぎり（徳島県県内全域）
- すだちおにぎり（徳島県県内全域）
- お茶ごめ（徳島県県内全域）
- カンカンずし（香川県大川郡志度町 現・さぬき市）
- 竹めし（香川県大川郡長尾町 現・さぬき市）
- 鯛めし（香川県坂出市王越町）
- 夏かんずし（愛媛県中予地方、南予地方）
- おたま（愛媛県南予地方の宇和海沿岸地域）
- かにめし（愛媛県大洲市肱川流域一帯）
- こけら（高知県安芸郡東洋町ほか）
- 田舎ずし（高知県県内山間地域）
- あわびめし（高知県香美郡夜須町 現・香南市）

## 九州・沖縄
- 鬼の手こぼし（福岡県八女地方）
- 柿の葉ずし（福岡県筑豊地方、朝倉地方）
- かなぎご飯（福岡県福岡市周辺）
- 須古寿し（佐賀県杵島郡白石町須古）
- あげまきばらずし（佐賀県鹿島市）
- かに飯（佐賀県東松浦郡七山村 現・唐津市）
- 里芋めしのおにぎり（長崎県佐世保市塩浸町）
- 鯨の炊き込みご飯おにぎり（長崎県南松浦郡有川町 現・新上五島町）
- 鶏飯のおにぎり（長崎県諫早市目代町）
- 南関揚げ巻きずし（熊本県玉名郡南関町）
- このしろの姿ずし（熊本県天草郡一帯）
- 高菜飯（熊本県阿蘇郡一帯）
- しいたけめしのにぎりめし（大分県県内全域）
- 山菜おにぎり（大分県別府市亀川）
- たかなずし（大分県日田地方）
- しいたけずし（宮崎県県北部山間地域）
- とうきびごはん（宮崎県高千穂地方）
- 冷や汁（宮崎県県中、県南（諸県）地方）
- 鶏飯（鹿児島県奄美大島、鹿児島市の一部）
- ずし（鹿児島県県内全域）
- かぼちゃのミスジューシー（沖縄県宮古島全域）
- カーサおにぎり（沖縄県那覇市）
- 田芋入りクファジューシー（沖縄県宜野湾市）

## 参考書籍
- 『ふるさとおにぎり百選』（食糧庁・全国米穀協会編、1987年版、創造書房）
- 『おにぎり・おむすび風土紀』（生内玲子著、1979年版、日本工業新聞社）